# Forces d'action spéciales

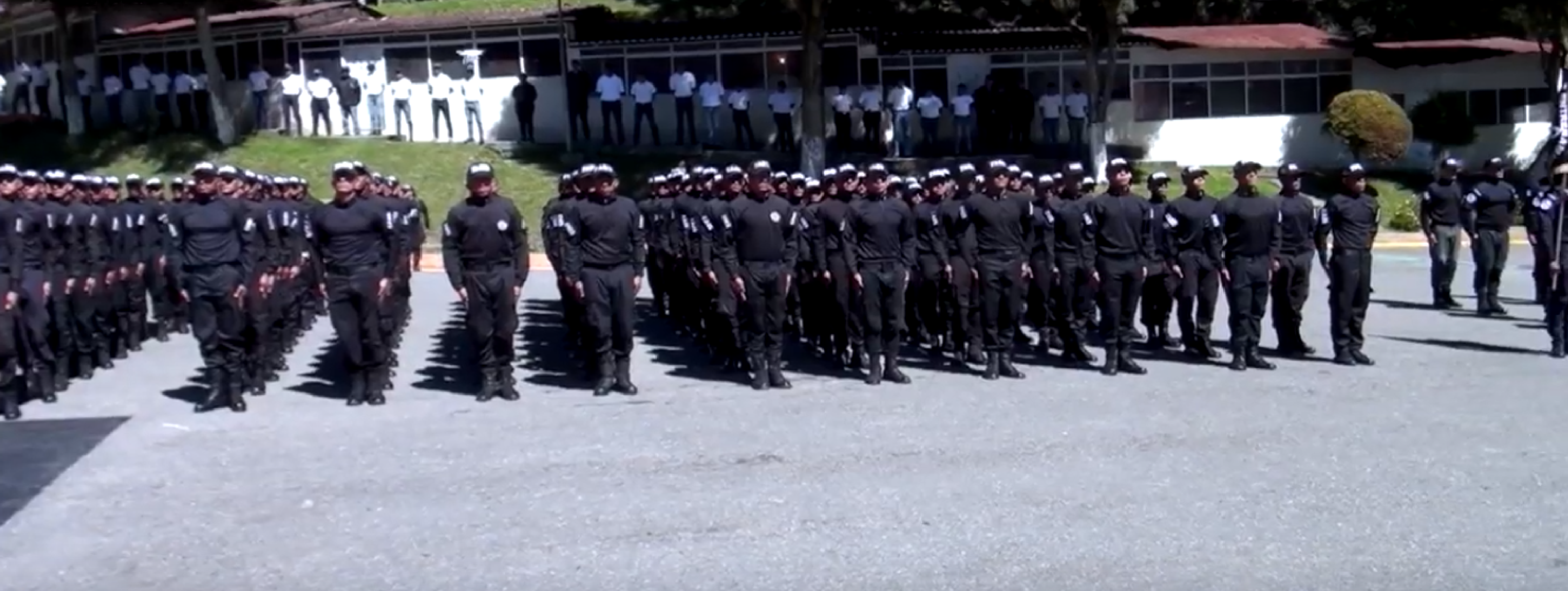
Officiels de la FAES

Les Forces d'action spéciales (espagnol : Fuerzas de Acciones Especiales de la Policía Nacional Bolivariana, FAES) sont un commandement de la police nationale vénézuélienne créé en avril 2016,. En 2019, ils comptaient environ 1 300 officiers. Le FAES comprend l'Unidad de Operaciones Tácticas Especiales (UOTE), une unité tactique de police. 

## Histoire
Les plaintes des Organisations non gouvernementales locales et des organisations internationales contre l'Opération de libération du peuple ont forcé l'administration de Nicolás Maduro à abandonner sa politique de sécurité, tout en maintenant la même dynamique avec des forces de sécurité différentes, les Forces armées spéciales (FAES). Selon Luis Izquiel, spécialiste de la sécurité citoyenne, les violations des droits causées par les FAES ont été « les mêmes voire pires » que celles commises par leurs prédécesseurs.
Les FAES ont été accusés d'être un instrument politique de Nicolás Maduro, ainsi que d'être un escadron de la mort et de réprimer l'opposition,.  
Entre mai et novembre 2017, sur les 403 opérations auxquelles les forces de sécurité ont participé dans la zone métropolitaine de Caracas, 124 (31 %) ont été attribués aux FAES, qui étaient également impliquées dans 62 % des meurtres causés par la police nationale.
Le groupe a été accusé par PROVEA, une association vénézuélienne de défense des droits humains, d'avoir tué plus de 100 personnes dans des quartiers défavorisés au cours des six mois précédant janvier 2019 lors des manifestations au Venezuela,.
Le 5 juillet 2019, la Haut-Commissaire des Nations Unies aux droits de l’homme, Michelle Bachelet, a publié un rapport présentant des preuves du meurtre d'au moins 6 800 Vénézuéliens de janvier 2018 à mai 2019 par diverses forces de sécurité, dont les FAES. Le rapport comprenait des documents sur des cas de torture, y compris de la torture par l'eau et l'usage de décharges électriques. Le régime a jugé ce document « partial »,. Bachelet a inclus parmi les recommandations de son rapport de dissoudre le FAES et d'ouvrir une enquête indépendante sur leurs actions. Quelques jours après la publication du rapport, Nicolás Maduro est apparu publiquement avec des officiers du FAES, les louant. Bien que l'administration de Maduro ait allégué que le rapport comportait des « mensonges », elle a coopéré avec le bureau de Bachelet. Dans une mise à jour de septembre 2020 concernant la situation des droits de l'homme au Venezuela, Bachelet a de nouveau souligné les actions du FAES et a informé que, selon le ministère public, soixante-dix officiers du FAES avaient été inculpés dans plusieurs États.

## Équipement

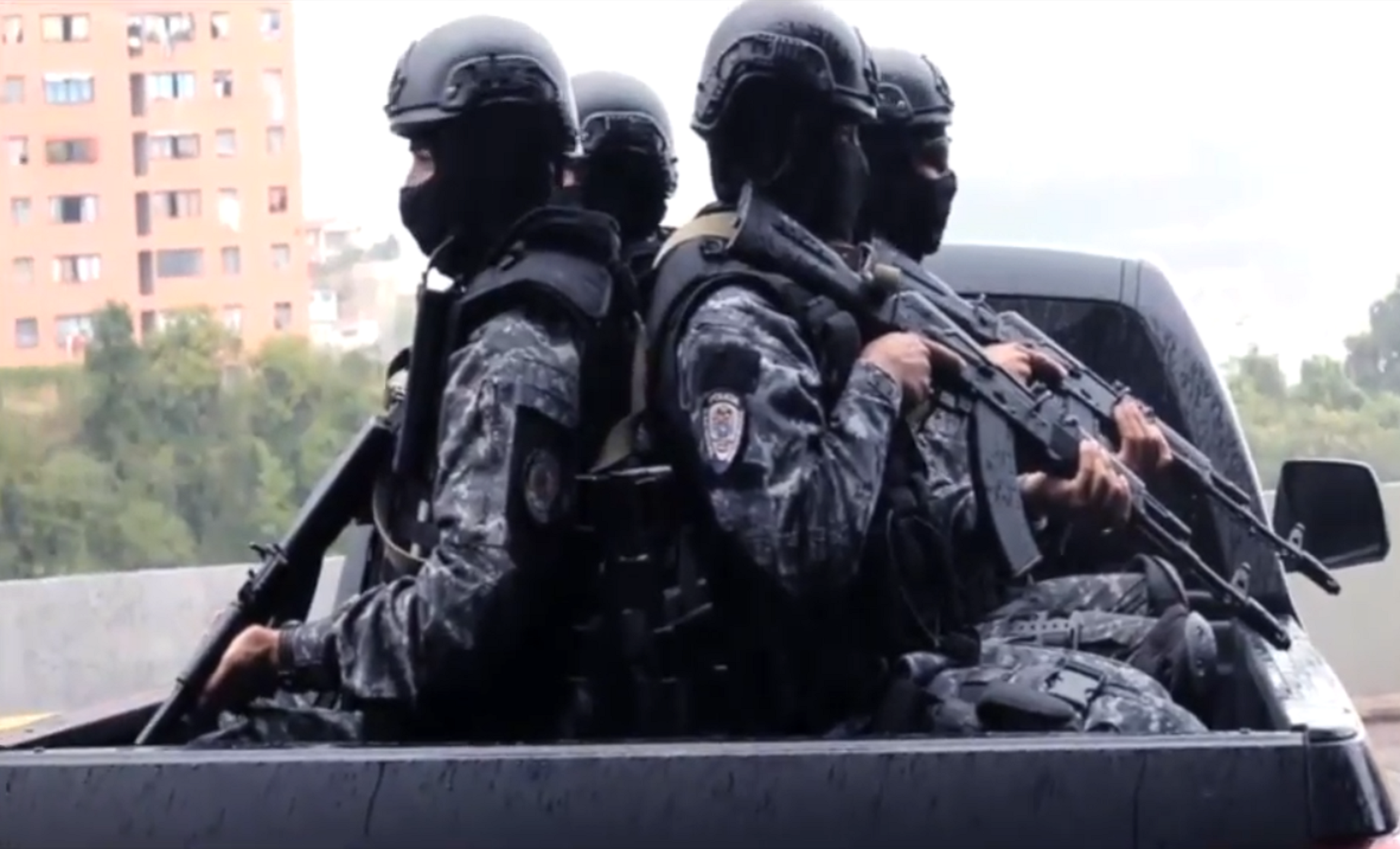
Membres des FAES portant des AK-103

- Beretta Px4
- Beretta M92
- Glock 17
- Heckler & Koch MP5
- AK-103
- AR-15
- Carabine M4